# Mirocle di Milano
Mirocle o anche Mirode o Miroclo o Mirocleto (III secolo – Milano, IV secolo) fu vescovo di Milano documentato nel 313 e nel 314.
È venerato come santo dalla Chiesa cattolica, che lo ricorda nel martirologio romano alla data del 30 novembre con queste parole: «A Milano, san Miroclèto, vescovo, che sant'Ambrogio ricorda tra i fedeli vescovi suoi predecessori.» Nel Rito ambrosiano invece, viene tuttora ricordato in data 2 dicembre e nel Rito ambrosiano tradizionale è ricordato in data 3 dicembre.

## Biografia
Il vescovo Mirocle è storicamente documentato in due occasioni, nel 313 e nel 314; fu dunque testimone dell'editto di Costantino che, emanato proprio nella città meneghina, garantì diritto di esistenza ai cristiani.
Dal 2 al 5 ottobre 313 prese parte al concilio riunito a Roma da papa Milziade in domum Faustae in Laterano per valutare e giudicare le accuse rivolte contro Ceciliano di Cartagine nella questione relativa all'eresia donatista. Ottato riporta la lista dei vescovi che parteciparono alla riunione; Mirocle figura al primo posto tra i vescovi italiani, dopo tre vescovi della Gallia, Retizio di Autun, Materno di Colonia e Marino di Arles.
L'anno successivo, il 1º ottobre, Mirocle partecipò al concilio di Arles convocato dall'imperatore Costantino I, sotto la presidenza di Marino di Arles, per porre fine alle dispute che dividevano la Chiesa d'Africa fra cattolici e donatisti. Mirocle fu presente a questa assise con il diacono milanese Severo, e figura al 6º rango nella lista delle presenze, e al 16º rango nella lista dei vescovi che approvarono la lettera sinodale inviata a papa Silvestro I
Di Mirocle abbiamo poi due testimonianze, quelle di Ambrogio di Milano (†397) e di Ennodio di Pavia (†521). Ambrogio parla di Mirocle come di un suo illustre predecessore, come Dionigi e Eustorgio, del quale si considera l'erede spirituale; per questo motivo si rifiuta di cedere agli ariani, nel 386, la basilica dove Mirocle era sepolto. Ennodio invece, nella vita di sant'Epifanio di Pavia, lo qualifica come "confessore" e lo ritiene imparentato con la madre del santo vescovo pavese.
Secondo un antico Catalogus archiepiscoporum Mediolanensium, l'episcopato di Mirocle si colloca tra quelli di san Mona e di san Materno. Il medesimo catalogus gli assegna 22 anni di governo e lo dice sepolto il 30 novembre ad Sanctum Victorem ad corpus, che secondo Savio sarebbe stata edificata dallo stesso Mirocle. La data del 30 novembre era già nota al martirologio geronimiano. Nel Rito ambrosiano tradizionale invece, veniva ricordato in data 3 dicembre.
Tradizionalmente, il suo episcopato è assegnato agli anni 304-315. Diversamente da quanto riporta il Catalogus archiepiscoporum Mediolanensium, alcune leggendarie fonti medievali, come la Vita di san Vittore martire e la Storia della Chiesa milanese attribuita al vescovo Dazio, spostano l'episcopato di Mirocle dopo quello di Materno.